# Solenzo
Solenzo – miasto w północno-zachodniej części Burkiny Faso. Jest stolicą prowincji Banwa. W 2013 roku liczba mieszkańców wynosiła 15 360.